# Barebone

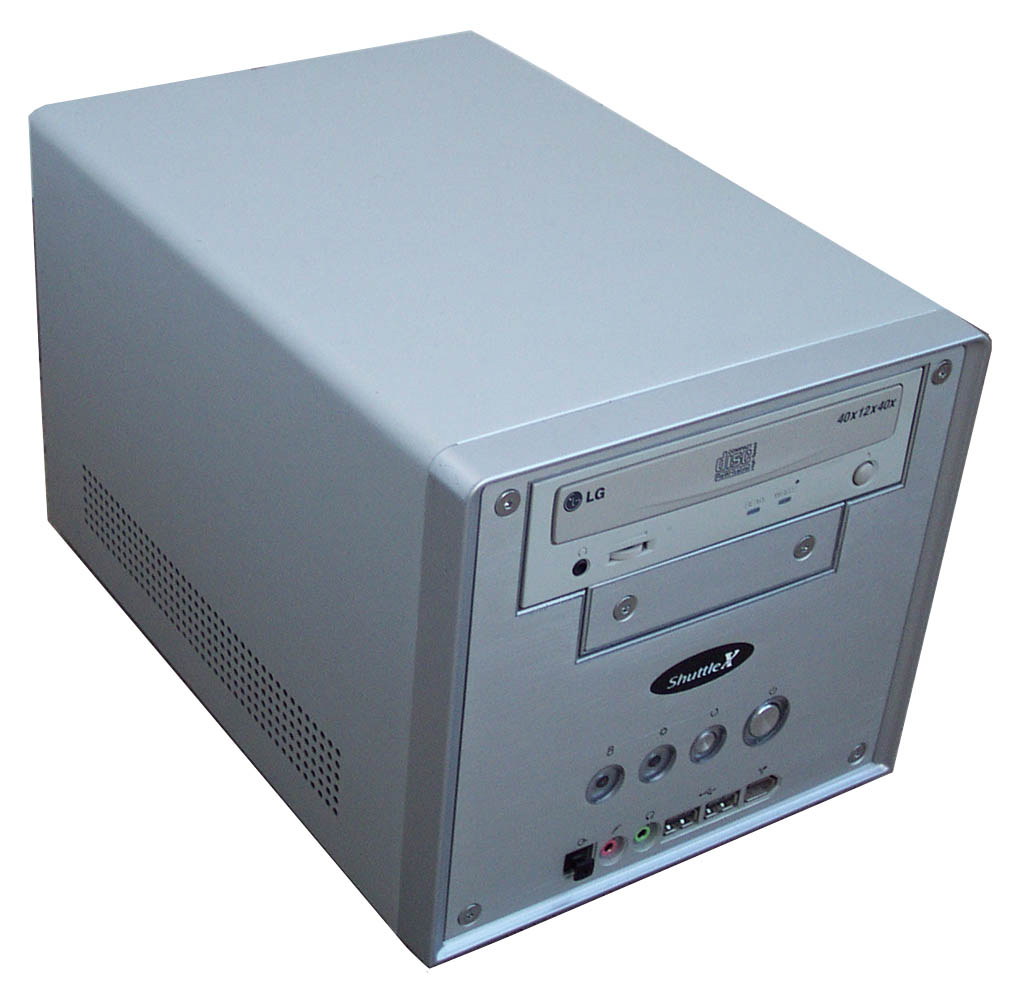
Shuttle SN41G2

Um barebone é uma plataforma semicompleta que serve de base a um computador. Consiste num chassi com placa-mãe, processador(opcional), placa de vídeo, tela(no caso dos notebooks), fonte de alimentação e sistema de arrefecimento pré-instalados.
A este equipamento têm de ser acrescentados todos os outros componentes como HDD, memória RAM, etc, e ficam com a responsabilidade do suporte técnico e garantia. Muito utilizado também, para funções de multimídia, como media centers, computadores centrais, e plataformas game-station. O barebone desktop tende a ser cada vez menor. A ideia principal de um barebone, é de um minicomputador ou um computador compacto.

## Componentes
A primeira ideia de barebone veio da empresa Compaq. Criado em 1998, o Compaq r70 tinha todo o conteúdo de um computador, porém com midias (HD, cdrom, floppy...) de notebooks para poupar espaço interno. Esse tipo de barebone caiu em desuso por conta dos notebook, HTPC e Mac Mini.
Seguindo a mesma linha do desktop, o notebook barebone é pré-montado por uma fábrica como está descrito acima. Marcas menores compram os barebones não finalizados e adicionam o logo da marca, HD, Memória Ram, etc.
As maiores fabricantes de notebooks barebones são a Clevo, Origin, Sager, a Compaq e MSI.
Centenas de marcas usam esses barebones ao redor do mundo, no Brasil as marcas Powernote e Avell são as mais conhecidas.
Marcas maiores, como Positivo, Itautec, Philco alguns da linha Alienware da Dell também fazem uso dos barebones, mas costumam não admitir isso.